# Abrawayaomys
Abrawayaomys — рід гризунів з родини Хом'якові (Cricetidae).

## Опис
Abrawayaomys — рід гризунів малого розміру, з довжиною голови й тіла між 116 і 135 мм, довжина хвоста між 85 і 133 мм і масою до 55 гр. Деякі з черепних характеристик припустити, що цей рід може бути пов'язаний з Thomasomys. Верхні частини тіла сірувато-жовтого кольору, хутро темніше на голові; низ жовтувато-білий. Шерсть коротка, дуже жорстка і колюча на спині. Голова сильна, вуха маленькі й округлі. Хвіст коротше, ніж голова і тіло, і закінчується більш-менш очевидно пучком волосся. Самиці мають три пари молочних залоз. Вони вільні від жовчного міхура.

## Проживання, екологія
Цей рід складається з двох видів, що мешкають в лісах: 
- Abrawayaomys chebezi є ендеміком провінції Місьйонес, Аргентина.
- Abrawayaomys ruschii є ендеміком південно-східної Бразилії.